# デイヴィッド・サーノフ
デイヴィッド・サーノフ（David Sarnoff、1891年2月27日 - 1971年12月12日）は、アメリカ合衆国の実業家。

## 来歴
1891年にロシア帝国のウズリアンのユダヤ人の家庭で生まれ、1896年にアメリカに渡った父の元へ1900年に移住した。9歳で街頭で新聞の販売を始める。マルコーニ電信会社に就職してサーノフはそれまで2地点間の通信を目的としていた無線をラジオ放送というメディアとして利用するように進言した。1920年にエドウィン・アームストロングとの特許の契約をまとめてラジオに関する特許を取得する（特許権を奪われたアームストロングは、法廷闘争の末に1954年に自殺する）。1919年にマルコーニとゼネラル・エレクトリック（GE社）の出資でRCAが設立され、1926年に子会社としてブルーとレッドの２つのラジオネットワークから構成されるNBCが誕生した。サーノフは1930年にRCAの社長に就任した。
音響設備のシステムが変革されると見越したサーノフは、新たに映画スタジオ、映画館を運営するRKOを設立(1928年)。これを基盤として音響装置のビジネスを席巻。1932年にはRCAを所有することで反トラスト法に問われる事を危惧したGE社が同社を手放した事によりサーノフはRCAに名実ともに君臨。RKOの株を放出したサーノフはRCAの技術力に資本力、NBCのネットワークを背景として今度はテレビの開発に注力した。万国博覧会（1939年）でテレビ放送の公開実験を行なった。
商業テレビ運営のために、受像機の製造、テレビ局の開設、テレビ広告と手を打っていたサーノフの計画を頓挫させたのは戦争の勃発だった。50歳になっていた彼は大統領に直訴し、兵役に就く事を志願。この愛国的な行動にもかかわらず、戦後に連邦通信委員会（FCC）はNBCのネットワークを分割（ABC誕生）させた。
1954年にカラーテレビを発表した。同年にサーノフとの法廷闘争に疲れ果てたアームストロングが自殺し、訴訟を引き継いだ妻と最終的に和解したが、アームストロングの死に自分は関係ないと主張したため反感を買った。1965年に事業を息子のロバートに譲って引退して1971年に他界した。1953年、第1回受賞者としてIEEEファウンダーズメダルを受賞。1969年、IEEEデイヴィッド・サーノフ賞を受賞。

## 業績
ラジオとテレビの普及に貢献した。数多くの新技術の開発を奨励した。それらの業績に対して多数の賞が授与された。